# 姫里綾美
姫里 綾美（ひめざと あやみ、2001年1月27日 - ）は2011年にデビューした女性アイドルである。
株式会社オフィス・ドリームボール所属。旧芸名は星野 綾美（ほしの あやみ）。現在は『WA-Side』のメンバーとして活動する傍ら、ソロアイドルとしても活動している。

## 略歴
埼玉県さいたま市出身。
未就学児の頃より地元のダンススクールにてダンスを学ぶ。2011年7月6日、幼馴染みであり同じダンススクールの仲間 であった大川柚（現在は『です。ラビッツ』のメンバーとして活動中）と共に『クリケッツ』を結成し、新宿区四谷にある「LIVE INN MASIC」にて開催された『usa☆usa学園ライブ』にて、アイドルデビュー。
2012年2月5日には、アイドルユニット『usa☆usa少女倶楽部』の研修生ユニットである『usa☆usa少女倶楽部NeXT』 に参加。7月には『usa☆usa少女倶楽部NeXT』からの小学生選抜ユニット『リトル☆ラビッツ』結成 を経て、10月より『usa☆usa少女倶楽部』に昇格（出席番号は3番）。
2013年8月15日より、高知県のご当地アイドルユニット『MAGIC』に期間限定で参加する事が発表され、『usa☆usa少女倶楽部』と『MAGIC』の兼任での活動となる。8月24日、「duo MUSIC EXCHANGE」で行われたイベント『Top Yell Collection アイドル羅針盤〜Next idolはここにいる!〜（第2部）』にて、後に『FUNKASTIC☆JAM』で同僚となる『MAGIC』のリーダーYUURIの卒業並びに星野綾美の『MAGIC』としてのデビューライブが開催された。
2014年1月31日、一身上の都合により芸能活動休止を発表する と、4月30日付で所属していた株式会社エアリーズエンタテインメントを契約期間満了により退社した。
翌5月1日、芸名を綾美に改名し、株式会社オフィス・ドリームボールに移籍する と同時に、YUURIや元・『DVL（現・Rev. from DVL）』の依田智希らと共に『MAGIC』のプロデューサーが新たに立ち上げた男女混合ダンスボーカルユニット『FUNKASTIC☆JAM』への加入が正式に発表され、5月24日に「サンシャインシティ噴水広場」にて『FUNKASTIC☆JAM』のプレお披露目され、翌5月25日に「ららぽーと柏の葉」で開催されたイベント『Dream on Stage Early Summer Music Groove in 千葉ららぽーと柏の葉』にてAyamiとして再デビューを果たした。
7月3日には、同じく『FUNKASTIC☆JAM』のメンバーである栗見奈音々と共に『ねこ☆みみ』を結成。8月3日からユニット名を『ねこ☆みみ』から『2CatsFromEar（ツーキャッツフロムイアー）』に変更した。
10月1日より芸名を姫里綾美に再改名し、本格的にソロ活動を開始させると、2015年1月24日に千代田区神田佐久間河岸にある「CLUB GOODMAN」にて開催された自身の生誕祭で初のオリジナルソロ曲『遊びの天才大集合!』を発表した。
3月7日、「北沢タウンホール」で開催された『第2回アイドルソロクィーンコンテスト』にエントリー。予選を首位で通過し、本選に出場。参加98名中3位入賞を果たした。
3月12日には、同じく『第2回アイドルソロクイーンコンテスト』に出場し、審査員特別賞を受賞した一二三茜とのユニット『WA-Side（ダブルエーサイド）』の結成を発表し、3月16日から5月6日に掛けて開催された『Japan Expo 2015』の出場権を賭けたイベント『Tokyo Candoll 2015』にエントリー。3月19日に渋谷区初台にあるライブハウス「The DOORS」にて開催されたライブにてお披露目されるも、4月21日に開催された準決勝にて敗退となった。
6月9日には、『WA-Side』のデビューシングルとなる「PEACE LOVE」が発売され、姫里綾美バージョンのカップリングには、姫里綾美のソロ曲として「遊びの天才大集合！」が収録された。
2016年7月2日、FUNKASTIC☆JAM解散。
2017年3月20日、初台DOORSにて開催されたWA-Sideワンマンライブにて活動休止し、2018年7月22日に一夜限りの復活ライブをもって、芸能界を引退した。

## 人物像
- 一人称は「ぼく」[14]。
- キャッチフレーズは「産まれた時からハイテンション！ 歌って踊る眠り姫。」であり、特技はどこでも眠れる事と公言している。

## ディスコグラフィ

### CD

#### リトル☆ラビッツ 名義
『指差しスマイル!』[ARIES - 0004]
（2012年8月15日発売）
1. 指差しスマイル!（作詞･作曲･編曲:asCa）
2. センセイ!（作詞･作曲･編曲:asCa）

#### usa☆usa少女倶楽部 名義
『放課後usa☆usa』[ARIES - 0005]
（2013年12月25日発売）
1. 放課後usa☆usa（作詞･作曲･編曲:サクライケンタ）
2. 夜空の下で（作詞･作曲･編曲:畠中司）

『ナンバーワン!』[ARIES - 0006]
（2013年12月25日発売）
1. ナンバーワン!（作詞･作曲･編曲:畠中司）
2. Your Smile（作詞･作曲･編曲:畠中司）

#### FUNKASTIC☆JAM 名義
『LOVE IN THE SPACE』
（2014年5月25日発売）
1. LOVE IN THE SPACE（作詞･作曲･編曲:b4k）

『Easy to easy』[通常版 lov - 1110 / 限定版 lov - 1111]
（通常版 2015年6月3日 / 限定版 2015年5月31日発売）
1. Easy to easy（作詞:籠尾訓一 / 作曲･編曲:坂本アツシ）
2. CHIKAI（作詞:籠尾訓一 / 作曲･編曲:坂本アツシ）

#### WA-Side 名義
『PEACE LOVE』[lov - 1114]（2015年6月9日発売）
1. PEACE LOVE （作詞:籠尾訓一 / 作曲･編曲:トシユキタカミ）
2. 遊びの天才大集合! ※姫里綾美バージョンのみ収録（作詞:籠尾訓一 / 作曲･編曲:中村友則）

『VISION』[CAE - 0025]（2015年8月28日発売）
1. VISION （作詞:籠尾訓一 / 作曲･編曲:トシユキタカミ）
2. 君と僕ブレイクするよ ※姫里綾美バージョンのみ収録（作詞･作曲:籠尾訓一 / 編曲:Kage）

『White Night』[CAE - 0028]（2015年12月2日発売）
1. White Night（作詞:籠尾訓一 / 作曲･編曲:Tosh.M）
2. 初恋グランド※姫里綾美バージョンのみ収録（作詞:籠尾訓一 / 作曲･編曲:トシユキタカミ）

#### 姫里綾美名義
『姫里綾美ライブコレクションVOL.1』[CAE - 0031]（2016年1月21日発売）
『Singlove Purelove』[CAE - 0036]（2016年1月30日発売）
1. Singlove Purelove（作詞･作曲:籠尾訓一 / 編曲:Tosh.M）
2. 桜舞う恋せし乙女（作詞:籠尾訓一 / 作曲･編曲:トシユキタカミ）

### DVD
1. 『姫里綾美がネ申推ししたくなるDVD』（2014年10月25日発売）
2. 『姫里綾美をネ申推ししたくなるDVD その弐』（2015年3月7日発売）

### 未発売曲
- 『もっと勇気』
- 『Only for you』

## メディア出演・掲載

### テレビ
東京MXテレビ
- 『第二回アイドル紅白歌合戦』
  - 2014年12月29日放送
- 『第三回アイドル紅白歌合戦』
  - 2015年7月25日放送
- 『アイドルバトラー』
  - 2015年9月27日放送

### ラジオ
FM-FUJI
- 『東京かわいいステーション』
  - 2015年6月25日

### インターネット配信
マイスマTV
- 『NEXT FIRM ～ノーボイス・ノーライフ～』
  - 2015年1月18日～

USEN
- 『徳光正行のあなたをもっと知りたくて!』ソロクイーンコンテスト60分SP
  - 2015年4月1日～4月29日

### 雑誌・出版物等
- 『Girl's POPUNITED 7月号』（2015年7月25日発行）